# Теодор Шрайбер
Теодор Шрайбер (нім. Theodor Schreiber; 25 жовтня 1874 — 10 липня 1947, Берлін) — німецький правник, керівний чиновник ВМС, міністерський директор (24 серпня 1934).

## Біографія
Вивчав право і політичні науки в Геттінгенському університеті (1896). З липня 1896 року — судовий чиновник. В 1896/97 роках пройшов військову підготовку в піхоті. 23 листопада 1899 року вступив в інтендантську службу ВМС, служив на різних верфях. В травні 1909 року переведений в Імперське морське управління, з 1 вересня 1909 року — начальник відділу Кораблебудівного управління Імперського морського управління. Після закінчення війни продовжував займати керівні посади у Морському керівництві. 17 квітня 1934 року очолив Адміністративне управління Морського керівництва (з 1935 року — ОКМ). 15 грудня 1939 року вийшов у відставку. 8 травня 1940 року знову прийнятий на службу. З 27 червня 1941 року — головний інтендант командування вермахту в Норвегії, з 28 серпня 1943 року — штабу головнокомандувача на Південному Сході. В квітні 1945 року залишив службу.

## Нагороди
- Столітня медаль
- Орден Червоного орла 4-го класу
- Медаль «За вислугу років у ландвері» (Пруссія) 2-го класу
- Почесний хрест ветерана війни
- Медаль «За вислугу років у Вермахті» 4-го, 3-го, 2-го, 1-го і особливого класу (40 років)
- Хрест Воєнних заслуг 2-го класу з мечами